# Леопольдув (Рицький повіт)
Леопольдув (пол. Leopoldów) — село в Польщі, у гміні Рики Рицького повіту Люблінського воєводства.
Населення — 742 особи (2011).

## Демографія
Демографічна структура станом на 31 березня 2011 року:
|          | Загалом | Допрацездатний вік | Працездатний вік | Постпрацездатний вік |
| -------- | ------- | ------------------ | ---------------- | -------------------- |
| Чоловіки | 376     | 96                 | 250              | 30                   |
| Жінки    | 366     | 88                 | 210              | 68                   |
| Разом    | 742     | 184                | 460              | 98                   |